# Valgañón
Valgañón es un municipio y localidad española de la comunidad autónoma de La Rioja. Ubicado en el valle del río Ciloria, en La Rioja Alta, se encuentra en la zona septentrional de la sierra de la Demanda rodeado por una abrupta zona de montes, entre los que destaca el pico de Torocuervo (1933 m), cota máxima del municipio. Cuenta con una población de 132 habitantes (INE 2024).

## Historia
- Siglo IX

Hacia el año 885 Alfonso III de Asturias manda construir en Grañón un castillo que vendría a ser en aquella época el bastión cristiano más avanzado hasta la reconquista de Nájera. Desde aquel castillo se controlaba el movimiento en las calzadas romanas de la llanura de Santo Domingo de la Calzada y en algunos valles de la sierra de la Demanda o "Valles de Grañón", de donde derivaría "Valgrañón". Otras teorías apuntan a la unión de la palabra "val", apócope de valle y la palabra "gañán", labrador. De ahí, Valgañón, o "valle de labradores".
- Siglo XI

En el siglo XI pertenece al Reino de Pamplona, también conocido como Reino de Nájera-Pamplona. A la muerte del rey Sancho IV en 1076 pasa anexionado a la Corona de Castilla.
La primera referencia documental es del año 1084 y pertenece a una donación realizada por Alfonso VI de Castilla por la cual cedió el Monasterio de San Sebastían de Ojacastro, sito entre las villas de Zorraquín y Valgañón al Monasterio de San Millán de Suso. "Ego namque Aldefonsus gratia Dei totius Hispania Rex, concedo et confirmo ad aulam Sant Emiliani, et tibi patrio venerando Blasio abbati, Monasterium Sant Sebastiani, in valle qui dicitur de Ogga Castro inter villas Valgannon et villa Moneo Zorraquin". Hemos de tener en cuenta que en las citas medievales se utilizaba el vocablo "Ojacastro" para referirse al actual Valle del Oja y no la villa que hoy conocemos. El pequeño templo debió arruinarse antes de 1752, ya que no aparece en la relación de ermitas de Zorraquín fechada en ese año. En la década de 1940 se construyó una ermita en el lugar donde se encontraba el monasterio. Fue inaugurada en 1947.
- Siglo XII

El 7 de mayo de 1154 las villas de Ezcaray, Ojacastro y Valgañón pactaban un acuerdo con el Monasterio de San Millán por el cual estos renovaban su voto al monasterio y éste se comprometía a tomar o comprar en las citadas villas la carne, el queso y la manteca cuando en este se albergase personaje importante como rey, conde u obispo.
- Siglo XIII

En 1218 el rey Fernando III de Castilla, en compañía de su madre Berenguela de Castilla y del obispo Mauricio de Burgos, visitan la villa atraídos por la noticia de la aparición de la Virgen a la pastora Inés en la dehesa, colocando la primera piedra de la iglesia de Nuestra Señora de Tresfuentes. El 24 de noviembre de 1224 el obispo Mauricio volvería para su consagración según consta en una inscripción en la fachada sur del templo que dice así: "CONSECRATA EST ECCLESIA EPI BURGUENSIS MAURICI DEI VII. MENSIS NOMBRIS ANNO CHRISTO MCCXXIIII"
En la estimación de los préstamos del Obispado de Burgos realizada entre 1247 y 1257 aparece Valgañón como: "Valgañón, arcedianato de Briviesca, 20 mrs."
- Siglo XIV

En un documento fechado en Belorado el 16 de diciembre de 1303 se ordena a la Aljama de Valgañón, "que los judíos de este pueblo deben dar posada a los clérigos y justicias de la Villa, pues los judíos de esta Villa no les querían dar y así se manda bajo pena de destierro".
El 24 de abril de 1312, el rey castellano Fernando IV le concedió un Fuero "al valle de las villas de Ojacastro, Ezcaray, Zurraquín e Valgañón" cuya intención seguía siendo repoblar esta zona, fronteriza con el Reino de Navarra. Fue ratificado por las Cortes de Valladolid el 21 de abril de 1350 y por los Reyes Católicos el 26 de noviembre de 1484, pero anulando lo concerniente a malhechores y deudores. También Fernando VII confirmó el Fuero en Madrid el 13 de diciembre de 1814. Siguió vigente hasta la retirada de los fueros en 1876 tras la tercera guerra carlista.
En el "Libro de Montería" de Alfonso XI (1312-1350), en su capítulo III, habla de la caza "De los montes de Tierra de Burgos et de Sant Millán de la Cogolla" donde abunda el jabalí y también el oso. "La Gargante de Frexneda es buen monte de oso y también de puerco en verano, desde el Oter Cuervo (Torocuervo) la cumbre de ayuso fasta Collado Grande". "El monte de Valgañón es buen monte de puerco en verano".
En 1375, Diego Gómez Manrique de Lara, señor de Amusco, y su hermana Teresa, hicieron un reparto de vasallos, aldeas, lugares y casas, en Ezcaray, Santurde, Zorraquín, Pradilla de Belorado y Valgañón, con Teresa de Leiva, abadesa del monasterio de Cañas.
- Siglo XV

El 16 de abril de 1415, Pedro Manrique de Lara y Mendoza, ampliaba sus dominios porque Francisca de Meneses empeñaba sus derechos sobre vasallos y heredades en las villas de Ezcaray, Santurde, Zorraquín y Valgañón por dos mil florines de oro de cuño de Aragón. Francisca de Meneses no debió abonar su deuda y Pedro Manrique se quedó con los bienes empeñados, como él mismo reconocía en una donación que hizo en Toro el 13 de abril de 1427 a favor de su esposa doña Leonor de Castilla y Alburquerque de estos bienes y de otros que tenía en Ezcaray y sus alrededores. El 8 de octubre de 1427, Leonor de Castilla y Alburquerque dicta un poder para la toma de posesión de los pueblos de que le había hecho donación su esposo, Pedro Manrique de Lara y Mendoza, entre los que se cita a Valgañón.
Fue mayorazgo de Álvaro de Luna, quien fuera valido del rey Juan II de Castilla por privilegio concedido por el rey en Segovia el 2 de agosto de 1434. A su muerte el Mayorazgo pasaría a manos de su hija María de Luna y Pimentel, y el esposo de esta, Iñigo López de Mendoza y Luna.
En 1487, Pedro Manrique, señor de Valdezcaray, exige el pago de 50000 maravedies a los concejos de Valgañón y Zorraquín para la dote de una hija que iba a profesar como religiosa. Ante la negativa de estos alegando que ya pagaban 15000 maravedies anuales, según estipulaban los contratos sobre lo que debían pagar por derechos de señorío, ordenó detener a los alcaldes y oficiales de las villas. Los Reyes Católicos ordenan mediante una Real Carta, fechada en Burgos el 5 de diciembre de 1487, que "se contentase con los derechos ordinarios, soltase los presos y restituyese los bienes de los vecinos que había confiscado". Eran tales los abusos del señor de Valdezcaray hacia los vecinos de Valgañón y Zorraquín, que el procurador de las villas, solicita amparo real en una carta fechada el 26 de marzo de 1488, recordando a los Reyes "que los vasallos serán defendidos ante los Señores que los maltrataren". Los reyes envían una carta al señor de Valdezcaray, fechada en Valencia el 5 de abril de 1488, recordando a este que debía respetar los usos y privilegios de sus lugares de Valgañón y Zorraquín. Ante la cantidad de pleitos que los vecinos de las dos villas tenían con su Señor, estos solicitan el amparo de una "carta de seguro" a los reyes, que les es concedida en septiembre de 1492.
En el "Repartimiento de servicio y medio servicio", un impuesto de carácter extraordinario y específico para los judíos de la Corona de Castilla en 1474, aparece Valgañón en la relación hecha de este servicio para los años 1484 y 1485. En la Diócesis de Burgos se dice: "El Aljama de Belhorado, con los judíos de Hojacastro é Valgañón é Villaharta é Santurde é Iscaray é Santurdecho". También aparece en la relación de la Aljama de "Valdezcaray", para los años 1490 y 1491, que incluye a las villas de Ezcaray, Ojacastro, Zorraquín, Santurde, Santurdejo y Valgañón.
En una carta del Consejo Real con fecha 25 de mayo de 1492, a petición de las aljamas de Valgañón y Ezcaray, se ordena al corregidor de Santo Domingo de la Calzada que si las deudas que los vecinos de estas villas tenían con los judíos eran lícitas, les fueran satisfechas antes de que tuvieran que abandonar el Reino.
- Siglo XVI

En las relaciones remitidas por los arzobispos, obispos y otros prelados y personas eclesiásticas del vecindario de sus diócesis a Felipe II, en la remitida por el arzobispo de Burgos el 27 de noviembre de 1588, aparece como: "Valgañón, Arciprestazgo de Belorado, Obispado de Burgos, 1 pila bautismal y 100 vecinos".
En el "Libro de los Millones" o "Censo de los Millones" de 1591 aparece Valgañón, infantazgo de Covarrubias, provincia de Burgos, junto a los lugares y barrios de Ezcaray, Zorraquín, Pradilla y Santurde con 426 vecinos pecheros.
- Siglo XVII

En el siglo XVII cuenta con un hospital. También por esta época se expedían en la villa títulos de "Maestro de Pañería", "Tejedor" o "Cardador". Destacan sus fábricas de paños, tintes y batanes. Gozaban los fabricantes de exenciones y otros derechos que favorecían el desarrollo de sus fábricas. Así, en 1592, el procurador de la Villa de Valgañón, Matías de Pino, requiere al alcalde mayor de Villafranca Montes de Oca para que el portazguero de esta última localidad devuelva a varios vecinos de Valgañón lo cobrado por atravesar Villafranca con cuatro cargas de paños. Dado que la dedicación exigida por la fabricación textil era mayor que la permitida por el calendario de fiestas santificadas por la Iglesia, esta, siempre tras el pago correspondiente, otorga licencias con el fin de que "no se paren ciertas operaciones en tan señaladas fechas". Así, en 1632, el vicario general de Briviesca otorga una licencia cuyo tenor otorga a los vecinos de la Villa de Valgañón y "los estantes" en ella "sin yncurrir en pena ni calumnia alguna" el tender lanas y paños "y andar los batanes" en todos los días de fiesta del año excepto los de "Nuestro Señor y Nuestra Señora y los primeros días de Pascua". Es tal la dedicación de los vecinos a estas labores que el Concejo de la Villa el día 28 de febrero de 1719, y teniendo en cuenta que casi todos ellos se dedican a la fabricación de paños, solicitan ser acogidos a las medidas promulgadas por Felipe V, en las que a los fabricantes de paños y otras manufacturas y aquellos que se ocupan en la guarda de los ganados de la Cabaña Real son eximidos de quintas y sorteos con los que contribuir al Ejército. Diez años después y mediante una Real Carta firmada en Sevilla por Felipe V "Atendiendo a lo que conviene el aumento de las Maniobras de estos Reinos y a que las que hay establecidas en la Villa de Balgañón necesitan algún alivio, no solo para que se conserven sino para que se adelanten" concede a los maestros fabricantes de paños y demás operarios de la liberación de quintas y de dar alojamiento y bagaje a las tropas. También de concede en esta carta a los fabricantes de Valgañón para que sus tejidos se puedan vender libres de derechos en cualquier lugar del Reino. También se hace referencia en esta Real Carta al número de fábricas existentes en la Villa, que ascienden a 18 telares, 4 batanes, 7 calderas en 2 casas-tintes y 3 lavaderos de lana. Las calidades de sus paños, que van desde el sexseno al veinteno, de buena lana, colores y calidad, "con ciuas manufacturas no solo trabajan y se alimentan la Villa de Balgañón, sino otros pueblos circunbecinos".
En 1755 se fabricaban en Valgañón 15200 varas de paño y 4800 de bayetas que consumían para la fabricación de estas piezas 1300 arrobas de lana.
El 6 de julio de 1629, la Villa de Fresneda de la Sierra Tirón escribe al Concejo y Villa de Valgañón solicitando ayuda por la presencia de un oso en las sierras comuneras de ambos pueblos, el cual estaba haciendo estragos entre el ganado y "dicho oso no ay dia que no mate una vaca". Valgañón acordó aportar siete hombres con armas a la batida "para matar y correr dicho oso".
En 1657 había cuatro sacerdotes en Valgañón, los bachilleres Francisco López Salces, cura y beneficiado, D. Francisco Martínez, beneficiado, un licenciado, Domingo Martínez, y un capellán, Lorenzo De Soto Martínez.
Hasta el siglo XVII y según se recoge en varios documentos, a la Virgen de Tresfuentes, se la denomina indistintamente como "Virgen de Balgañón" o "Virgen de Tresfuentes". Es a partir de esa época y coincidiendo con la construcción en 1680 de una fuente de tres caños junto al templo lo que hace que pase a conocérsela popularmente como "Virgen de Tresfuentres".
A finales del siglo XVII es propiedad de Catalina Folch de Cardona Sandoval, entre otros muchos títulos, IX condesa de Santa Gadea y señora de Valdezcaray. Considerada, en su momento, la más rica heredera de España y una de las más ricas de Europa. Tras su muerte el 2 de febrero de 1697, Valgañón, pasó a ser propiedad de Luis Francisco de la Cerda y Aragón, IX duque de Medinaceli.
- Siglo XVIII

En 1704, según fray Matheo de Anguiano en su libro titulado Compendio Historial de la provincia de La Rioja: "Otro venerable Santuario y muy antiguo, es venerado más arriba de Ezcaray, à distancia de una legua, en la Villa de Valgañón, donde preside la devotísima Imagen de Nuestra Señora, llamada de Tresfuentes. Diosele este nombre por la ocasión de averse aparecido milagrosamente en medio de tres fuentes. Por común tradición se sabe que es una de las Sagradas Imágenes más antiguas de España. Son muchos su prodigios y sus vezinos se esmeran mucho en su culto y decencia, haciéndola continuos obsequios, agradecidos a los continuos favores que por tal medianera reciben".
El 4 de julio de 1718 España es dividida en 20 intendencias. Valgañón queda encuadrado en ese momento en la Intendencia de Burgos.
El 14 de abril de 1733 se instituye la Escuela de Gramática de Valgañón por Dionisio López de la Umbría.
Según el Catastro de Ensenada hecho en 1752 había 163 casas con 140 vecinos. 142 casas habitadas, 8 inhabitables y 13 en ruinas. Contaba Valgañón con un cirujano sangrador, un saludador que llegaba de Castil de Lences, un organista, un herrero, dos peraires, un maestro sastre, dos bataneros, dieciocho tejedores de paños, una fábrica de paños con 116 senos que producía 300 paños y bayetas y veinte fabricantes que llevaban paño a la fábrica. Había también en el río Iguareña cuatro casillas de una rueda para batanar los paños y un tinte con dos calderas de color de cabida para tres paños cada una. Había cardadores, tejedores y pisoneros de paño sin más haberes que su oficio. Como la ganadería y la labranza eran escasas buena parte del vecindario se dedicaba a la preparación de paños en su casa. A esta dedicación se dedicaban hasta los profesionales, escribano, barbero, etc. También se hace referencia a una tejera. Hay una taberna, un mesón, una carnicería y una panadería. Hay en el pueblo 92 colmenas.
La administración territorial y según el censo del conde de Floridablanca, elaborado entre 1785 y 1787, era caótica. Así curiosamente Valgañón, así como los vecinos pueblos de Ezcaray, Ojacastro y Zorraquín, pertenecen por aquel entonces al partido judicial de Logroño, y no al de Santo Domingo de la Calzada. El partido judicial de Logroño vendría a comprender las comarcas de Logroño y Torrecilla en Cameros, el Valle de Ezcaray, el Valle de Ocón y los Cameros Nuevos. Aparece citada como: "Villa de Valgañón, Señorío Solariego, Alcalde ordinario nombrado por el Duque de Medinaceli".
- Siglo XIX

En un punto situado entre los años 1790 y 1801, Valgañón se integra en la Real Sociedad Económica de La Rioja, una de las sociedades de amigos del país fundadas en el siglo XVIII conforme a los ideales de la ilustración.
En 1808 se describía a Valgañón en un privilegio como:
"Villa secular de España, Provincia y Arzobispado de Burgos. Partido Judicial de Santo Domingo de la Calzada, 80 vecinos, un hospital, una escuela y dos Iglesias extramuros, la una Nuestra Señora de Tresfuentes, que es la parroquia y está a 1000 pies al oeste de la villa y cuenta con un caserío para un sacerdote que cuida de su servicio, y la otra de San Andrés, que está en el interior de la villa".
Con la creación en 1810, durante el reinado de José I Bonaparte, de las Prefecturas, Valgañón queda encuadrado administrativamente en la Prefectura de Arlanzón, con capital en Burgos, y a la VI Región Militar, también con capital en Burgos. El 27 de enero de 1822 pasa a formar parte de la recién creada provincia de Logroño, con capital en Logroño, y de la V Región Militar, con capital en Vitoria.
El 28 de septiembre de 1828 se anuncia la vacante de capellán-organista para la parroquia de Valgañón.

En la villa de Valgañón, diócesis de Burgos, se halla vacante una capellanía colativa dotada de 1650 reales anuales, réditos de un censo contra los estados del Excmo. Sr. marqués de la Rambla. Sus cargas son dos misas cada semana y tocar el órgano en las funciones de cabildo. Los que aspiren a ella deberán dirigir sus memoriales al cura más antiguo de dicha villa en el término de tres meses, en el concepto de que se han de sujetar a examen ante sinodales en tocar y composición, el cual se ha de sometar en la propia villa el 15 de enero siguiente".

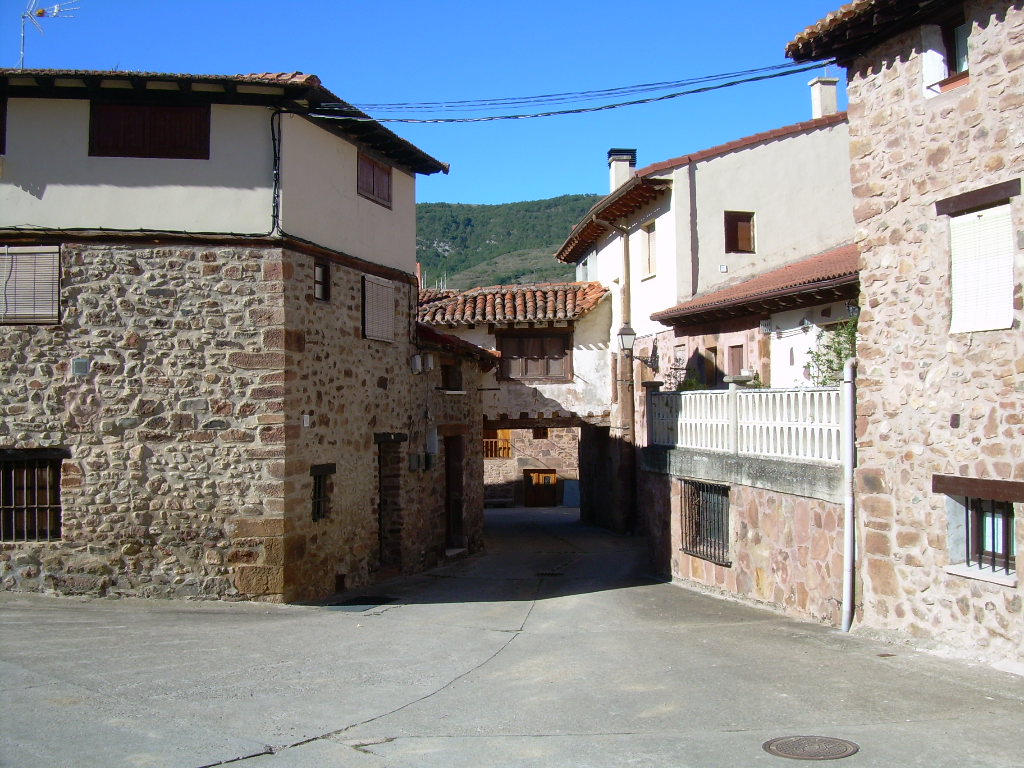
Calle de Valgañón

En 1827 Baltasar de Untoria, natural de Valgañón, publica un libro compuesto en décimas titulado Descripción de la Villa y término de Balgañón, copiado e iluminado por Alejandro Ángel Sancho, también vecino del pueblo.
En el Diccionario geográfico publicado en Barcelona en 1830 aparece con 65 vecinos, 325 almas. Y en el censo de la nueva provincia de Logroño (1833) con 65 vecinos, 290 habitantes.
Aparece en el Diccionario geográfico-estadístico-histórico de España y sus posesiones de Ultramar, donde dice:

Villa con ayuntamiento en la provincia de Logroño (11 leg.), Partido Judicial de Santo Domingo de la Calzada, Audiencia Territorial y Capitanía General de Burgos, Diócesis de Calahorra. SIT. en la hondonada de un valle dentro del cual se halla Ezcaray y Zorraquin, circundado de cuestas algunas pobladas de montes de bastante elevación la combaten los vientos denominados en el país cierzo, solano, regañón y ábrego, y su clima algo destemplado es propenso á afecciones asmáticas, pulmonías, reumas locales, erisipelas y fuertes fluxiones de muelas. Tiene 60 á 70 casas de ínfima construcción distribudas en diferentes calles y una plaza; casa de ayuntamiento con cárcel; un hospital en el día cerrado, y escuela de primeras letras para ambos sexos (60 niños y niñas), dotada con 2.000 reales y casa para el maestro; 2 paseos con arbolado, aunque colocado con poco orden, y una fuente muy abundante de 3 caños próxima á la iglesia parr. de Ntra. Sra de Tresfuentes, dist a 1/4 de hora de la población y otra ayuda de parroquia dentro de ella (San Andrés). Al N. de aquella a 100 pasos se halla el cementerio con buena ventilación; y á las afueras estramuros de la misma dos ermitas (San Roque y Sta. Olalla), la primera á 1/4 de hora con corta diferencia y la otra á un tiro de piedra. Se estiende el término 3 / i d é l e g. de N. á S. y 1/2 de E. á O.; confinando N. con Ojacastro y Redecilla. Ánguta y Abellanosa; E. Zorraquin; S. Ezcaray y Fresneda, y O. Pradilla y el mismo Fresneda. Brotan en su jurisd. diferentes fuentes; las de la parte del N. son calizas como su terreno, pero todas las restantes de aguas puras y catalinas. Corren por la misma varios arroyos que nacen en sus montes, los cuales después de fertilizar los hermosos prados de sus orillas que son la principal riqueza de la v., y dar impulso á algunos molinos y batanes, van á desaguar en el r. Oja o Glera. Terreno montuoso y quebrado, es por lo general estéril y de mala calidad; habiendo en la parte de medio varios montes que dominan la población con nombres vascongados corrompidos; con arbolado de hayas, algunos acebos, y mucho brezo, que enlazan con la sierra de la Demanda; y al lado N. otro poblado de robles en los prados y márg. de los arroyos espresados, hay diferentes sotos con abellanos, fresnos, zarzas y otros muchos arbustos, y algunas alamedas de propiedad de la población y de particulares con arbolado de chopos en diferentes puntos. Sobre una colina a espaldas del monte robledal anteriormente nombrado, se halla una dehesa boyal, y otra titulada la "Aledaña" en el término de Anguta, y diferentes prados cercados indistintamente de seto, piedra y zarzamora con yerbas de pasto para toda clase de ganados. Caminos dirigen á Ezcaray, Anguta y Fresneda en malísimo estado. La correspondencia se recibe de Santo Domingo por medio del baligero de Escaray, á cuya villa pasan á recogerla los domingos, miércoles y viernes, y sale los lunes, jueves y sábados, PROD. trigo, cebada, centeno, habas, arvejas, lentejas, judías y otras legumbres, patatas y hortalizas se cría ganado vacuno, lanar, caballar y de cerda; hay caza de liebres, perdices, codornices, palomas, chochas, corzos, lobos, zorros y otros animales dañinos, y pesca de alguna trucha, pero escasa. IND. hay fáb. de bayetas, con un establecimiento e maquinaria, 2 batanes, algunos molinos harineros y la agricultura, COMERCIO algunas tiendas de comestibles al pormenor, y extracción de las referidas bayetas y otra; frutos sobrantes, é importación de los géneros y art.de que carecen, POBL. 65 v, 270 almas CAP. PROD. L.414.540 reales. IMP. 56.68L. CONTR. de cuota fija 8.709. El presupuesto municipal varia según las necesidades de la población, y de la cantidad que se presupone se pagan 320 reales al secretario del ayuntamiento.

El 29 de mayo de 1864 se anuncia para su provisión la vacante de médico-cirujano. "Vacante de médico-cirujano en Valgañón (Logroño). Dotación: 5000 reales pagados por el ayuntamiento. Solicitudes hasta el 16 de junio. Hay un anejo que paga el ayuntamiento."
El 1 de abril de 1869, la "Asociación de católicos de España", realiza una petición a las Cortes Constituyentes, para que: "la Religión católica apostólica y romana, única verdadera, continue siendo y sea perpetuamente la Religión de la nación española, con esclusión de cualquier otro culto". En Valgañón, suscriben la citada petición con su firma 219 vecinos.
El 27 de marzo de 1874 sale a concurso la provisión de una plaza de "peatón-conductor de la correspondencia pública" entre Ezcaray y Valgañón. Está dotada la plaza con un sueldo de 235 pesetas anuales. Los aspirantes debían dirigir en el plazo de 30 días la solicitud al gobernador civil de Logroño, acreditando: cédula de empadronamiento, partida de bautismo, tener más de 16 años y menos de 60, saber leer y escribir y acreditar buena conducta por medio de un certificado expedido por el alcalde o juez del pueblo de su naturaleza.
En una suscripción provincial para "atender las necesidades del Ejército en la guerra" en abril de 1874, el pueblo de Valgañón realiza una aportación de 33,50 pesetas.
En 1881 el Ministerio de Fomento aprueba un presupuesto de 6292 pesetas para la repoblación del monte "Corrales de Zamaquería"
En 1887 se incluye en el Plan General de Carreteras la construcción de una "de tercer orden, de Haro a Ezacaray, que pasando por los pueblos de Zorraquín y Valgañón termine en el confín de la provincia de Logroño"
En 1891 se anuncia la provisión de la vacante de capellán-organista para la parroquia de Valgañón, siendo condición indispensable que el solicitante sea presbítero, con un estipendio anual de 2200 reales, casa y huerto.
Entre 1894 y 1895 se realizan obras para la traída de aguas y construcción de una fuente pública y abrevadero para el ganado en la calle Zaldua.
- Siglo XX

En 1908 se instala el suministro eléctrico para las viviendas y el alumbrado público en las calles. Es suministraba la energía de una turbina instalada en un salto de agua en una fábrica de hilados situada en "Chirivila", cercana al pueblo.
Según consta en el "Anuario de la vida oficial, el comercio y la industria de la provincia de Logroño" de 1915, el alcalde era Máximo Agustín, el secretario Aurelio Gubía, el aguacil Cándido Crespo y el forestal Gregorio Boulandier. El maestro Francisco Agustín y el cartero Cesáreo Sáez. El juez de paz, Calixto Agustín, el fiscal Nicolás Urizarna, el párroco Fidel Santamaría y el médico Toribio Arenas.
Había un aserradero de maderas propiedad de Teodoro Calvo, una fábrica de bayetas propiedad de Daniel Apéstegui y dos tiendas de comestibles, una propiedad de Celestino Martínez, que a su vez era también estanco y otra de Edesio Garrido. Una fábrica de hilados, "Apestegui y Compañía" que luego se convirtió en una empresa de muebles propiedad de la sociedad 'Fernández y Sierra SL', integrada por Laurentino Fernández y Antonio Sierra Zaldívar hasta la Guerra Civil. Una relojería propiedad de Teodoro Calvo y tres tabernas propiedad de Edesio Garrido, Dimas Peña y Celestino Martínez, y una sociedad, el "Círculo Católico de Obreros" y cinco ganaderos: Manuel Agustín, Segundo Bañares, Tiburcio Grijalba, Vitores Grijalba y Nicolás Ulizarna.
En el "Padrón Provincial de Automóviles" de la provincia de Logroño de 1929 hay censado en Valgañón un solo vehículo, del cual se desconoce el modelo, propietario y la matrícula.
En 1940 se instala la red de agua potable y saneamiento y se construye un depósito de agua en "La Tejera".  Es también a principios de la década de los 40 cuando llega la línea telefónica al municipio y se realizan obras para ampliar el frontón municipal y se construyen las "gradas".
En 1950 la ganadería de Valgañón contaba con 37 yubadas, 44 cerriles, 84 vacas marelas, 52 yeguas y 11 burros.
En 1952 se construye un centro médico, o como se denominaba en aquella época: "Centro Rural de Higiene"; con un consultorio médico en la planta baja y una vivienda para el médico en la planta superior. 
También al amparo del "Plan Nacional de Construcciones Escolares" de 1958, se edifican en la calle Zaldua una escuela con dos aulas, una para niñas y otra para niños, como era preceptivo en la educación de la época. El 22 de septiembre de 1959 se adjudican las obras para la construcción de las escuelas al contratista de Arenzana de Abajo, Mariano Moral Prado, con una subvención por parte del Ministerio de Educación Nacional de 150.000 pesetas. La recepción definitiva de las obras se llevó a cabo el 17 de mayo de 1961, pero no fueron inauguradas hasta el curso 1963-64. El día 6 de diciembre de 1972, cuando contaban con un grupo escolar de más de 60 niños y niñas,  comienza el desmantelamiento de las Escuelas de Valgañón. Con esa fecha son trasladados los alumnos de 5.º a 8.º curso de E.G.B., junto a su maestro, D. Ángel Luis Del Campo Bañares, al colegio público comarcal de Ezcaray. Los cursos de 1.º a 4.º de E.G.B., al frente de la maestra Dª Magdalena Esteban, permanecieron en la Escuela de Valgañón hasta el curso 1975-76, año en el que se cerraron definitivamente las Escuelas de Valgañón.
En un edificio anejo se construyen dos viviendas para maestros y en los bajos de estas un salón de actos. Las obras fueron adjudicadas al contratista de Ezcaray, Simón Basurto y el Ayuntamiento recibió para dichas construcción una subvención por parte del Ministerio de 100.00 pesetas. El 6 de abril de 1964 el Ministerio de Información y Turismo puso en marcha la llamada "Red Nacional de Teleclubs". Cualquier pueblo que lo solicitara podía disponer gratuitamente de un receptor de televisión proporcionado por el Ministerio, a condición de que el Ayuntamiento lo instalase en un local público donde los vecinos pudiesen ir a ver la televisión. Es así como este salón de actos vino a llamarse popularmente "el salón de la televisión".
El 20 de marzo de 1962 el Ayuntamiento de Valgañón anuncia la convocatoria de una subasta pública para la construcción de un edificio para albergar "las Casas Consistoriales", con un presupuesto a la baja de 650.320 pesetas. El proyecto es del arquitecto don Fidel Ruiz Río. El plazo de ejecución es de ocho meses a partir de la fecha de adjudicación definitiva. Este nuevo ayuntamiento sería construido en el lugar donde hasta hacia pocos años se encontraban las escuelas públicas, en la plaza don Pedro Gonzalo del Río. Fue inaugurado el 19 de julio de 1965 por el gobernador civil de Logroño, don Antonio Gómez Jiménez de Cisneros y el alcalde don Ciriaco Agustín y bendecido por el párroco de la Villa, don José María Martínez. Hasta ese momento el ayuntamiento se encontraba en el número 1 de la calle Real.
Contaba el pueblo en la década de los años 60 y 70 del siglo XX con la concesión de varios servicios regulares de transporte de viajeros por carretera, prestados estos por dos empresas de autobuses. Una, la empresa "Autos López", de Santo Domingo de la Calzada y propiedad de José López Ezquerro, "Pepón", por lo que popularmente se la conocía como: "el coche Pepón", que tenía la concesión de la línea entre Valgañón y Logroño y venía prestando el servicio desde hacía décadas, ya que el 14 de mayo de 1941 el Ministerio de Hacienda "autoriza a don José López Ezquerro, titular de la empresa, a abonar en metálico a dicho Ministerio, el timbre con el que están gravados los billetes de viajeros y talones-resguardo de mercaderías, fijando una cantidad mensual de 80 pesetas". A partir del 11 de diciembre de 1975 la concesión de dicha línea pasa a ser prestada por "Autobuses Arnaiz" (Actual Riojacar), propiedad de Edmundo Arnaiz, vecino de Valgañón. La otra empresa concesionaria era "Autobues Uzquiza S. A.", propiedad de Esteban Urquiza Escolar,(con el tiempo absorbida por la actual "Autobuses Jiménez"), que prestaba servicios entre Valgañón y Santo Domingo de la Calzada y Belorado.
También contó Valgañón con numerosos comercios y bares, todos ellos ya desaparecidos, durante la segunda mitad del siglo XX. Tiendas y ultramarinos, las de María Urizarna, Obdulia Mateo, Concha Pozo, Loreto Agustín y Lourdes Gonzalo. En ellos se podía hacer acopio de alimentos, productos de limpieza, menaje del hogar, ropa y calzado. Carnicerías, las de Francisco Calvo, Agustín Arriaga y Antonio Crespo. Vinatería, como la de Ángel Repes. Bares, los de Donata Gonzalo, el de Edesio Garrido, que a su vez hacia las veces de tienda y Estanco de Tabacos y el de "El Churro", que a su vez también hacía de tienda. Estos dos últimos, y más tarde el bar "La Parra", hasta que a mediados de los años 80 se instalaron los teléfonos en los domicilios particulares, hacían también la función de "centralita de teléfonos". Desde allí los vecinos podían realizar llamadas de teléfono abonando sus conferencias tras comprobar lo que indicaba el "contador de pasos". También podían recibirlas, para lo cual el interesado llamaba primero al bar y comunicaba al propietario cuando volvería a llamar. A su vez este iba al domicilio del vecino que recibía la llamada para dar recado de la hora a la que se iba a producir la llamada, motivo por el cual se le daba al propietario del bar de una "propina" de 25 pesetas. 
El 24 de julio de 1975, el Consejo de Ministros, a propuesta del ministro de la Gobernación, autorizaba a los municipios de Ezcaray, Zorraquín y Valgañón, a mancomunarse para la instalación y mantenimiento de un repetidor de televisión para la comarca. La nueva entidad se denominó "Agrupación Intermunicipal de las Tres Villas de Ezcaray, Zorraquín y Valgañón", con capitalidad en Ezcaray.
El 26 de junio de 1976 se inauguran las piscinas municipales y el parque de Chirivila. El anuncio para la subasta de contratación de las obras de construcción de las piscinas municipales se publicó en el B.O.E el día 4 de septiembre de 1974 con un presupuesto a la baja de 1.910.844 pesetas (11.484,40 euros) y un plazo de ejecución de ocho meses a partir de la adjudicación definitiva.

## Hijos ilustres
- Pedro Gonzalo del Río, nacido en Valgañón el 18 de noviembre de 1663. Hidalgo y benefactor de la villa. Hizo importantes donaciones para la realización de obras en la iglesia de San Andrés. El 27 de noviembre de 1718 crea una fundación para dotar a huérfanos y pensionar a estudiantes Plaza Pedro Gonzalo del Río, con el Ayuntamiento y la "Casa Grande al fondo"y capellanes.

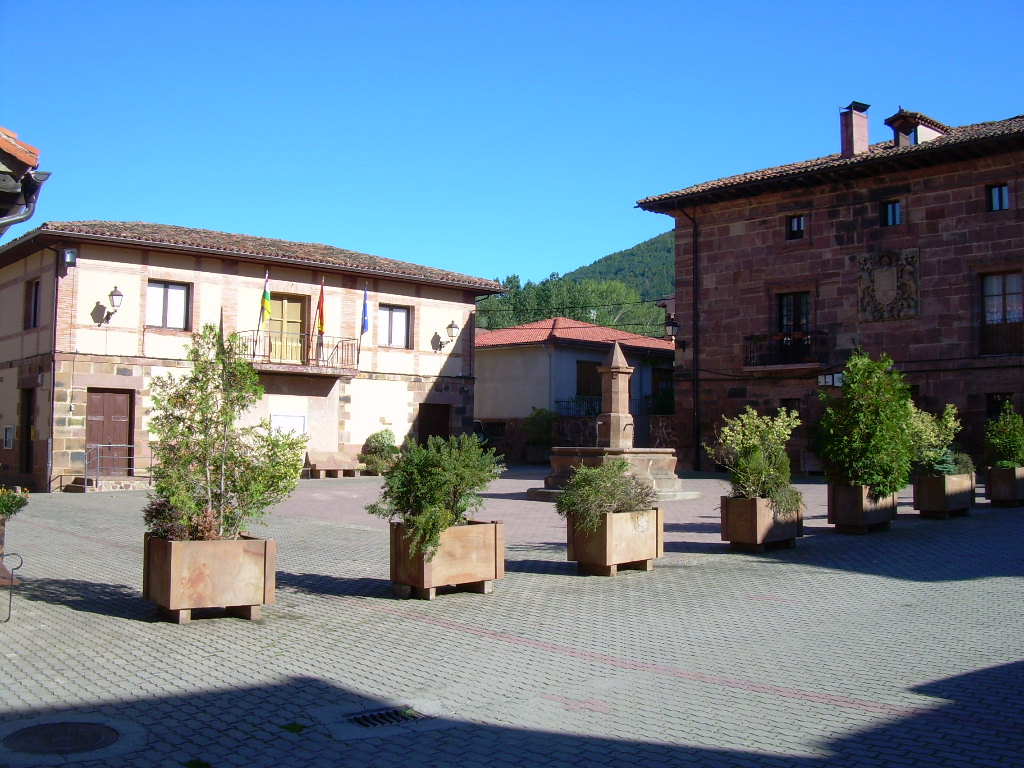
Plaza Pedro Gonzalo del Río, con el Ayuntamiento y la "Casa Grande al fondo"

- Luis Fernández de Ruidíaz Gonzalo del Río, nacido en Valgañón el 24 de agosto de 1755. Nombrado por Carlos IV director general de la Real Compañía Marítima de Pesca y socio de mérito de la Real Sociedad Económica de Madrid. Y caballero de la Orden de Carlos III.

- Dionisio López de la Umbría, presbítero, nacido en Madrid e hijo de José López de la Umbría, natural de Valgañón, y de Manuela de Ortega, natural de Madrid. En testamento otorgado en Madrid con fecha 14 de abril de 1733 deja un capital que se corresponda con 2000 reales de vellón de intereses para la creación de una escuela de Gramática en Valgañón (lo que hoy vendría a ser un instituto de segunda enseñanza). Ese dinero debía ser destinado para: "que se invierta en censos en la misma villa de Valgañón y sus cercanías y con sus réditos se pague un maestro de gramática que se ha de nombrar y elegir por oposición, que sea de buena vida, costumbres y literatura, con la obligación de residir en dicha villa y de enseñar a todos los muchachos de Valgañón, Ezcaray, Zorraquín, Fresneda de la Sierra Tirón y Ojacastro la gramática y moral, sin que pueda llevar por su ocupación y trabajo que ha de tener en la referida obra cosa alguna". La fundación también dispone otros fines, como el dotar "a parientes o beneficiarios jóvenes de buena conducta" con 110.000 reales de vellón para mantener dos dotes. Una "para tomar estado de casada" y otra "de religiosa, preferemente parientes por vía paterna o a doncellas huérfanas, de no haber de lo anterior." La Escuela de Gramática de Valgañón debió mantenerse hasta bien entrado el siglo XX. El 29 de agosto de 1904, el Ministerio de la Gobernación, citaba a los beneficiarios e interesados en los beneficios de la fundación a fin de que pudiesen presentar reclamaciones pertinentes a sus derechos. También con fecha 24 de agosto de 1932 se comunicaba al gobernador civil de la provincia de Logroño, Presidente de la Junta Provincial de Beneficencia, que con esa misma fecha se anunciaba la vacante de la Preceptoría de Gramática y Moral de Valgañón para su provisión, con un sueldo anual de 750 pesetas. El 10 de junio de 1991, el Banco de España, cancelaba los títulos de valores de varias personas físicas e instituciones benefactoras por no haber proporcionado el número de identificación fiscal (N.I.F.), con motivo de la entrada en vigor del Real Decreto 338/1990, de 9 de marzo, quedando dichos valores a disposición del Banco de España y liberándose éste de las obligaciones que como depositario le eran propias. Entre las obras benefactoras figuraba la "Obra Pía Dionisio López" de Valgañón.

- Tomás Manuel de Zaldo y Huerta, nacido en Valgañón el 16 de abril de 1750, fue director de los "Cinco Gremios Mayores" de la Corte de Madrid en Ciudad de México. Se le concedió título de nobleza obteniendo Real Provisión Declinatoria en la Real Chancillería de Valladolid, librándosele despacho el 11 de diciembre de 1784. Fue admitido junto a su hermano Cecilio en el Estado Nobleza por el Ayuntamiento de Madrid el 23 de agosto de 1785, sobre lo cual se les dio certificación en Madrid el 25 de agosto de ese mismo año. El 14 de octubre de 1785, se le libró Real Provisión Auxiliatoria para la Ciudad de México y Reinos de Nueva España.

- Cecilio de Zaldo y Huerta, hermano del anterior, nacido en Valgañón el 6 de febrero de 1758. Escribano de número (Notario Titular) y Escribano de Concejo (lo que hoy sería secretario municipal) de la ciudad de Cádiz.

- Julián Miguel Fuentes y López Porres y Huerta, nacido en Valgañón el 29 de febrero de 1760. Caballero de la Orden de la Espuela, la más antigua de las Órdenes Papales de Caballería, y caballero de la Orden de Carlos III. Regidor de la villa de Madrid.

- Manuel Fermín Fuentes y López Porres y Huerta, hermano del anterior, nacido en Valgañón el 19 de septiembre de 1768. Caballero de la Orden de Carlos III. Alcalde de la Mesta, Diputado y Alguacil Mayor de la villa de Madrid. Ganó Real Provisión de Nobleza en Valladolid el 17 de diciembre de 1805.

- Eugenio Aparicio y Sáez de Zaldúa, nacido en Valgañón en 1760, corredor de Vales Reales (Letras del Tesoro) y su sobrino Valentín Oñate Aparicio. Vivían el n.º 4 de la Puerta del Sol de Madrid cuando el 3 de mayo de 1808 fue asaltada su casa por los Mamelucos de la Guardia Imperial francesa, por haber hallado estos un soldado francés muerto en la puerta de la casa. Fueron obligados a bayonetazos a bajar la escalera dándoles muerte en el portal, aunque este extremo choca con la partida de defunción que dice que falleció de muerte violenta en el patio de la Iglesia del Buen Suceso, ubicada al norte de la actual Puerta del Sol, cuyos restos aparecieron con motivo de las obras de la nueva estación de cercanías. Valentín Oñate contaba con 18 años de edad. La casa fue entregada al saqueo y la devastación, salvándose solo la esposa de Eugenio Aparicio, la hija de ambos de tan solo cuatro meses y una criada, por haber huido estas por los tejados. Fue enterrado en la iglesia del Buen Suceso.

- Manuel Cantero de San Vicente González y Gonzalo. Aunque nació en Madrid el 21 de septiembre de 1804, era hijo de Andrés Cantero y Lorenza de San Vicente, nacida en Valgañón el 8 de septiembre de 1781. En mayo de 1808 es trasladado a Valgañón, donde bajo la dirección de su tío materno, cura párroco de la villa, recibe la primera educación. En 1815 ingresa en el colegio Nuestra Señora de Begoña de Bilbao y más tarde cursa estudios en el seminario de Vergara (Guipúzcoa). Regresa a Madrid en 1819. Alcalde de Madrid (1835) y diputado a Cortes por Madrid y Valladolid (1836-1843), por Sevilla (1846 y 1854), Játiva (1869). Senador por Huesca (1872 y 1876). Tres veces ministro de Hacienda (1843, 1846 y 1853). Vicepresidente del Congreso de los Diputados, senador vitalicio y presidente de la Sala del Consejo de Estado. Director de la Caja de Amortización (1841-1843) y gobernador del Banco de España desde octubre de 1868 hasta su muerte el 5 de diciembre de 1876. Caballero de la Orden de Carlos III.

- Timoteo Gonzalo del Carmen, nacido en Valgañón el 26 de enero de 1819. Ingresó como novicio en el Monasterio de la Orden de los "Agustinos Descalzos de Filipinas y Orden de Recoletos de San Agustín", hoy conocidos como Agustinos Recoletos, de Monteagudo, (Navarra). Fue ordenado sacerdote el 29 de agosto de 1843 y destinado a Filipinas, a donde llegó el 5 de noviembre de 1844. Construyó la iglesia de San Antonio de Padua y el cementerio en la localidad filipina de Larena, (actual Canoan) en la provincia de Siquijor. Prior vocal de Bislig, vicario y prior de Cavite, definidor y prior vocal de Baclayon y sacristán de Manila, fue nombrado el 24 de abril de 1861 vicario provincial de Siquijor. Tenía gran conocimiento de las plantas medicinales del país (Filipinas), ya que de joven había adquirido algunas nociones de farmacia. Gran conocedor de las lenguas bisayas, como demostró en varias traducciones hechas por él. Falleció en Panglao, pueblo de la isla de Bohol, cuya parroquia se le había encomendado en mayo de 1882, el 16 de marzo de 1887.

## Geografía humana

### Demografía
Cuenta con una población de 132 habitantes (INE 2024).
| Gráfica de evolución demográfica de Valgañón entre 1842 y 2021 |
| |
| Población de derecho según los censos de población del INE Población de hecho según los censos de población del INEEntre el censo de 1857 y el anterior, crece el término del municipio porque incorpora a 265000 (Anguta) |

En el censo de 1842 aparece Valgañón con 280 habitantes y 65 hogares y Anguta con 43 habitantes y 10 hogares. A partir de esta fecha, en los siguientes censos de población los habitantes de Anguta se incorporan al censo de Valgañón.
(El censo de 1842 fue realizado sin rigor por el procedimento de imputaciones con lo que carece de fecha de referencia, por ello se le conoce como "Censo de la Matrícula Catastral". Su realización está muy lejos de los censos modernos y su baja calidad no aporta ningún dato numérico de confianza. Debe tomarse con toda la clase de reservas.)
En el censo de 1857 aparece Valgañón con 549 habitantes y 100 hogares. La edad media es de solo 13 años ya que 211 habitantes tienen edades comprendidas entre 0 y 16 años y 109 habitantes tienen edades entre los 17 y los 30 años. Hay 63 habitantes entre 31 y 40 años, 48 entre 41 y 50 años y 50 entre 51 y 60 años. Solo 20 tienen edades comprendidas entre los 61 y 70 años y solo 10 habitantes superan los 71 años. No hay ningún habitante con más de 80 años. Actualmente (censo de 2009) la media de edad es de 53 años. Solo 1 habitante tiene menos de 4 años. Hay 5 con edades comprendidas entre los 5 y los 14 años. Sin embargo 20 habitantes tienen entre 75 y 84 años y 8 superan los 85 años, 2 los 90 y 1 los 95 años.
En 1860 hay censados 594 habitantes en 149 hogares. 294 hombres y 300 mujeres. En este censo ya consta una mujer entre 81 y 85 años y otra entre 85 y 90 años. Saben leer pero no escribir 44, leer y escribir 242 y son analfabetos 308 habitantes el 52% de la población.
Según el censo de 1877 cuenta Valgañón con 167 hogares y 579 habitantes, de los cuales 300 son hombres y 279 mujeres. 151 están solteros y 117 solteras. Hay casados 136 hombres y 135 mujeres. Viudos 10 hombres y viudas 27 mujeres. Saben leer 6 hombres y 18 mujeres. Leer y escribir 174 hombres y 82 mujeres y son analfabetos 120 hombres y 179 mujeres. "Oficialmente" y según el censo son Católicos Apostólicos Romanos los 579 habitantes. Son naturales de la provincia de Logroño 263 hombres y 233 mujeres. Venidos de otras provincias 37 hombres y 46 mujeres. No hay censado ningún extranjero.
En 1887 había censados en Valgañón 495 habitantes en 156 hogares, 251 hombres y 244 mujeres.

## Administración
| Periodo   | Nombre                                             | Partido |
| --------- | -------------------------------------------------- | ------- |
| 1979-1983 | Faustino Martínez Bañares - Laureano Garrido Solas | UCD     |
| 1983-1987 | Miguel Ángel Vitores Ribera                        | AP      |
| 1987-1991 | Miguel Ángel Vitores Ribera                        | AP      |
| 1991-1995 | Miguel Ángel Vitores Ribera                        | PP      |
| 1995-1999 | Miguel Ángel Vitores Ribera                        | PP      |
| 1999-2003 | Miguel Ángel Vitores Ribera                        | PP      |
| 2003-2007 | Pedro Ángel Grijalba Corral                        | PRP     |
| 2007-2011 | José Antonio Capellán Moreno                       | PSOE    |
| 2011-2015 | José Antonio Capellán Moreno                       | PSOE    |
| 2015-2019 | José Antonio Mateo Gonzalo                         | PRP     |
| 2019-2023 | José Antonio Mateo Gonzalo                         | PRP     |
| 2023-act. | Juan Francisco Untoria Corral                      | PSOE    |

### Evolución de la deuda viva
El concepto de deuda viva contempla solo las deudas con cajas y bancos relativas a créditos financieros, valores de renta fija y préstamos o créditos transferidos a terceros, excluyéndose, por tanto, la deuda comercial.
Entre los años 2008 a 2014 este ayuntamiento no ha tenido deuda viva.

## Lugares de interés

### Edificios y monumentos
- Iglesia parroquial de Nuestra Señora de Tresfuentes

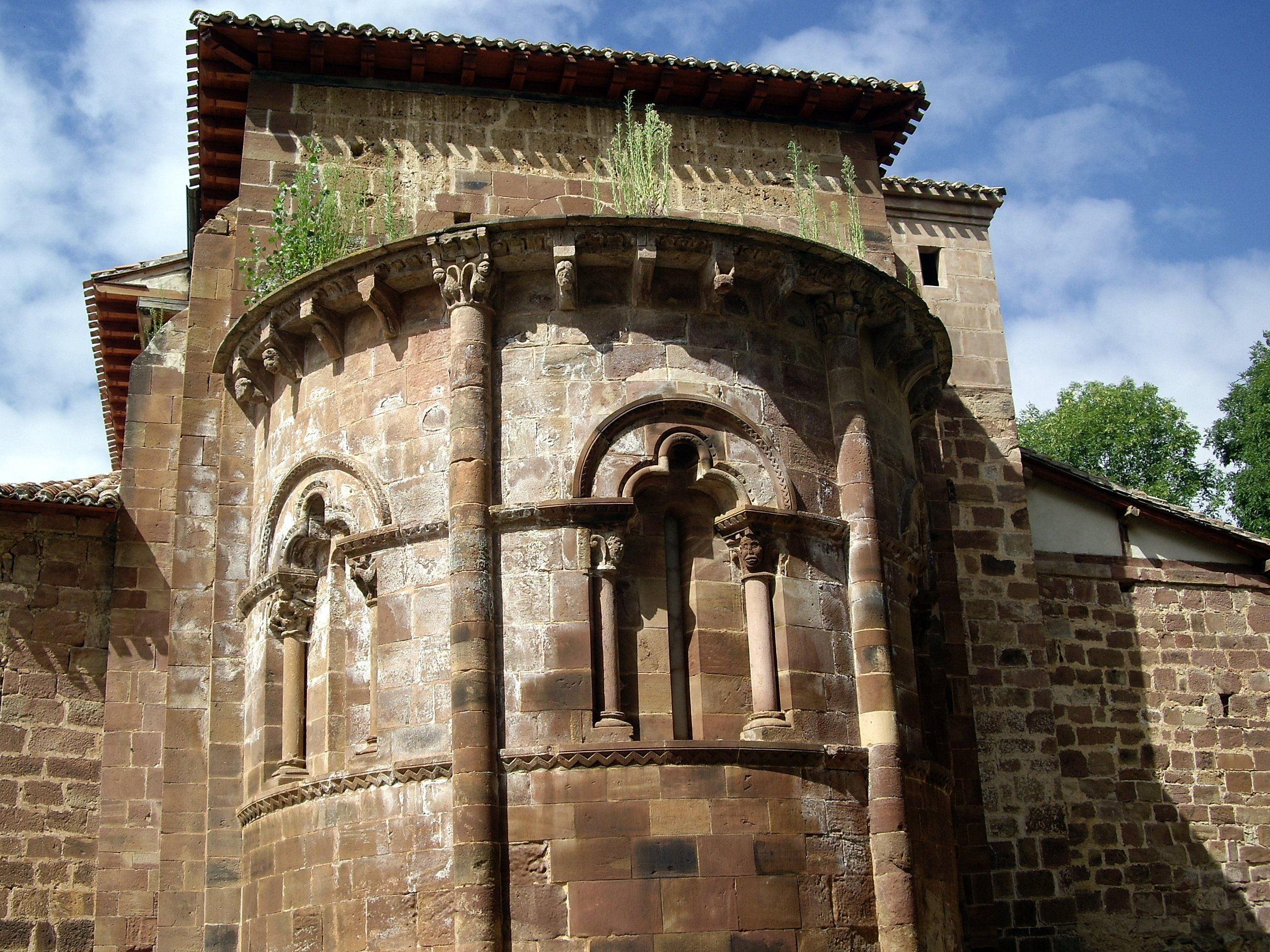
Ábside de la iglesia de Nuestra Señora de Tresfuentes.

En Valgañón hubo una aparición de la Virgen a la pastora Inés. Al enterarse Fernando III el Santo, visitó la villa junto con su madre Berenguela de Castilla y el obispo de Burgos, consagrando este la iglesia en 1224.
En ésta podemos observar su ábside muy bien conservado. El templo es de planta longitudinal y la orientación del ábside es hacia Oriente. El primitivo edificio era románico, de una sola nave de 32.70 metros de longitud y 7.5 metros de anchura, cubierta con una bóveda gótica de crucería. A lo largo de los años ha sufrido varios añadidos como la sacristía en el siglo XVII que tapó por completo el ábside. Se derrumbó tras unas obras llevadas a cabo en 1995, dejando este al descubierto. El ábside en el exterior se halla dividido en tres paños por haces de columnas y horizontalmente por dos impostas de dientes de sierra. En cada uno de los paños se abren ventanas trilobuladas que en el interior son pentalobuladas. Se adornan configurados a base de personajes y animales en el exterior representando la lucha entre el bien y el mal y con motivos básicamente vegetales en el interior.
Tras el pórtico renacentista, otro de los añadidos llevados a cabo, encontramos la portada románica original, de tres arquivoltas de medio punto sobre tres pares de columnas. Destaca el tímpano esculpido por tres escenas marianas, la Coronación, la Anunciación y la Adoración. La puerta, de dos hojal de nogal, dispone de herrajes originales del siglo XIII, con bellas representaciones de animales y astros, formando dibujos con influencia árabe y mozárabe.
Durante el siglo XVIII se lleva a cabo varias reformas, como la construcción en 1773 de las capillas laterales dando al templo forma de cruz y el baptisterio en la parte sur del templo, junto al pórtico. Las últimas reformas que se llevaron a cabo fueron en 1897 el desmontado de la antigua torre románica, que se encontraba junto a la sacristía, por sufrir esta, según informe del arquitecto Juan Martínez de Maeztu, peligro de derrumbe, construyendo en 1902 la torre actual en la parte suroeste del templo, ascendiendo el importe de la obra a 12781 pesetas.
El Altar Mayor, que desde las obras llevadas a cabo en 1995 fue trasladado a los pies del templo, es barroco de mediados del siglo XVIII. Consta de un solo cuerpo de tres calles, ático y banco. En el cuerpo las calles están flanqueadas por columnas compuestas de fuste acanalado y otras dos columnas más pequeñas que enmarcan el camarín de la Virgen. En las calles laterales, en un plano inferior al del camarín, se abren hornacinas con las imágenes de San Joaquín y Santa Ana. El ático tiene forma de medio punto, en el centro se halla una imagen de San José. Bajo el camarín se encuentra el tabernáculo y el sagrario. Todo el retablo está cubierto con paños dorados.
A los dos lados del crucero se encuentran dos retablos de estilo rococó, uno dedicado a San Antonio de Padua y otro a San Isidro Labrador, ambos iguales, fueron hechos por encargo de Antonio Gonzalo de Zaldúa en 1740.
Frente a la puerta de entrada se encuentra el retablo de la Virgen de Guadalupe, de estilo barroco y fechado en 1682. Fue donado por Juan Martínez de Maeztu y su esposa María del Valle.
En el lado derecho del templo se encuentra la capilla del Cristo de Bañares. El retablo fue encargado en 1649, por Lorenzo Martínez, natural de Valgañón y su esposa Juana Cavero, para colocar en él al Cristo de Bañares, que con anterioridad se encontraba en el arco de la capilla Mayor. En el centro del retablo se encuentra una tabla pintada con la representación de la Dolorosa a la izquierda y del Apóstol San Juan, María Magdalena, José de Animatea y Nicomedo a la derecha. Las pinturas de las calles laterales del retablo representan la Caída de Jesús, la Coronación de Espinas y Jesús en el sepulcro a la izquierda y el Bautismo de Jesús, la Adoración de los Magos y la Sagrada Familia a la derecha. A ambos lados los retratos de los donantes en actitud de adoración. En el lado izquierdo del Templo encontramos la capilla del Salvador. El retablo de la capilla tiene una hornacina, hoy vacía, en la que se encontraba una imagen del Salvador. A los lados de la hornacina pinturas de pequeño tamaño que representan los martirios de San Pedro y San Juan Bautista. Bajo la hornacina una pintura de la Sagrada Cena y rematanto el retablo una pintura de la Resurrección de Jesús.
Cuenta la iglesia con un órgano ibérico del siglo XVIII. Dispone el Templo de dos pilas bautismales, una de ellas del siglo XIII gallonada en la copa y decorada con una girnalda de flores sobre peana de rombos y de dos tallas románicas de gran valor. La imagen de la virgen de Tresfuentes y la talla del cristo de Bañares (siglo XIII). La talla de la Virgen es del románico tardío (siglo XIII). Es de madera policromada, mide 75 centímetros desde los pies a la corona más 10 centímetros de peana en la que se asienta. Hasta la segunda mitad del siglo XX se tenía por costumbre cubrir a la Virgen con vestidos y mantos y colocarla una corona de plata. No es hasta la celebración del séptimo centenario de la consagración de la iglesia, cuando la Virgen es bajada de su camarín y se descubre que la talla está unida a un amplio armazón de madera para que sus vestidos y mantos fuesen más visibles y vistosos. Se aprecian entonces desperfectos causados por los clavos que unían la talla al armazón y en la corona de la talla por la colocación de la corona de plata. Desechada esta costumbre a finales del siglo XX se lleva a cabo una restauración de la talla a mediados de los 90 dejando esta así en su estado original. La talla del Cristo de Bañares, según cuenta la leyenda, fue encargada hacer en Burgos por la Villa de Bañares, pero al ser trasladada desde Burgos a Bañares los bueyes que tiraban del carro se detuvieron al paso por la iglesia de Tresfuentes, negándose a continuar el viaje, es por lo que se decidió que el Cristo se quedase en Valgañon. Otra versión cuenta que ambas Villas encargaron dos crucifijos en Burgos pero se adelantaron los vecinos de Valgañón a recogerlo y les entregaron el de Bañares por no estar terminado el suyo. Sigue siendo costumbre que todos los 28 de abril acudan los vecinos de Bañares en romería para venerar la imagen del Cristo.
- Iglesia de San Andrés Apóstol

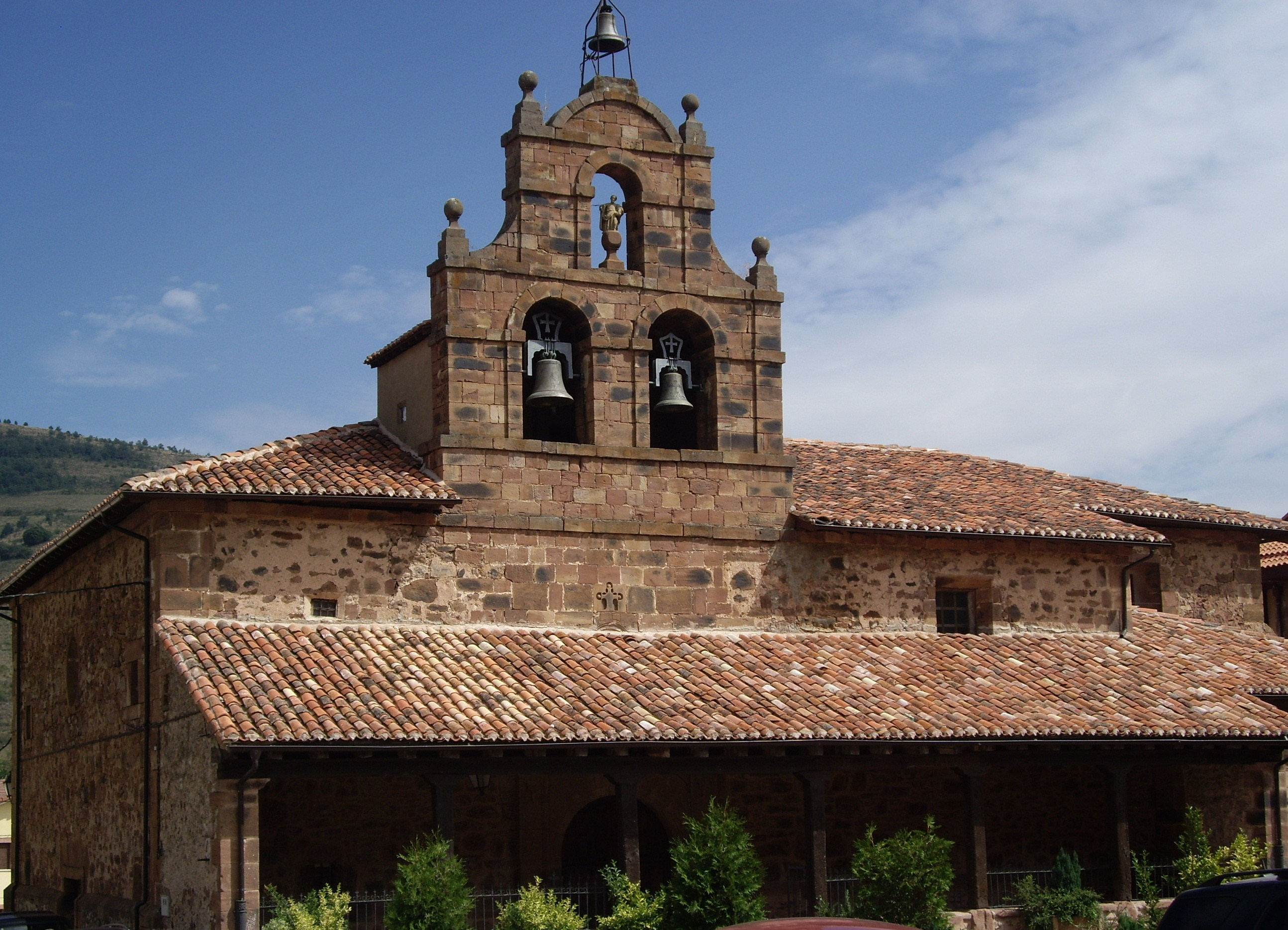
Iglesia de San Andrés.

Erigida en el siglo XVIII como auxiliar al templo parroquial. Su construcción es de sillería y mampostería. Presenta un amplio pórtico y espadaña con tres huecos. Se realizaron obras de ampliación entre 1723 y 1725 a costa de los 4000 ducados que destinó a tal efecto el difunto Pedro Gonzalo del Río. Este benefactor intentó trasladar la parroquia de la iglesia de Tresfuentes a la de San Andrés sin éxito. Solo en 1799 se consiguió que autorizasen la colocación de una pila bautismal para poder celebrar bautizos en la iglesia de San Andrés entre el 1 de noviembre y la fiesta de la Pascua de Resurrección. El Altar Mayor cuenta con ocho columnas que lo compartimentan en dos cuerpos de tres calles. Esta sin policromar y dedicado a San Andrés. Está atribuido a Santiago del Amo hacia 1720. Cuenta con cinco retablos menores, barrocos del siglo XVIII. Uno de ellos se encuentra en el segundo tramo de la nave del evangelio, con ático de cuarto de esfera y fechado en 1701. En el ático se incrustó una hornacina con una talla sedente de San Pedro. En el primer tramo de la misma nave hay otros dos, el del Cristo y el de San Francisco, ambos de 1728. Los dos últimos se encuentran en la cabecera de la nave de la epístola. Uno dedicado a la Virgen de Valvanera y fechado en 1730 y el otro a la Purísima Concepción y fechado en 1736. Fueron trasladados desde la iglesia de Tresfuentes a esta de San Andrés los bajorrelieves del coro y colocados en el Altar Mayor. Son policromados y atribuidos a Hernando de Salcedo. Representan estos a San Joaquín y Santa Ana, el nacimiento de la Virgen, la presentación en el Templo, Desposorios, Anunciación y Visitación. Nacimiento de Jesús, Circuncisión y Adoración de los Reyes. Huida a Egipto, muerte de la Virgen rodeada por los Apóstoles. Y las dos últimas de San Juan y San Lucas. También se trasladaron desde la Sacristía de la iglesia de Tresfuentes hasta los laterales del altar mayor de la iglesia de San Andrés una colección de cuadros flamencos pintados en cobre. Son apaisados y todos de igual media (86 x 122 cm). No están firmados, se atribuyen al pintor holandés Carel von Savoy. Representan todas escenas de la vida de la Virgen excepto uno de ellos que representa el bautismo de Jesús en el Jordán.
- Fuente de Tresfuentes

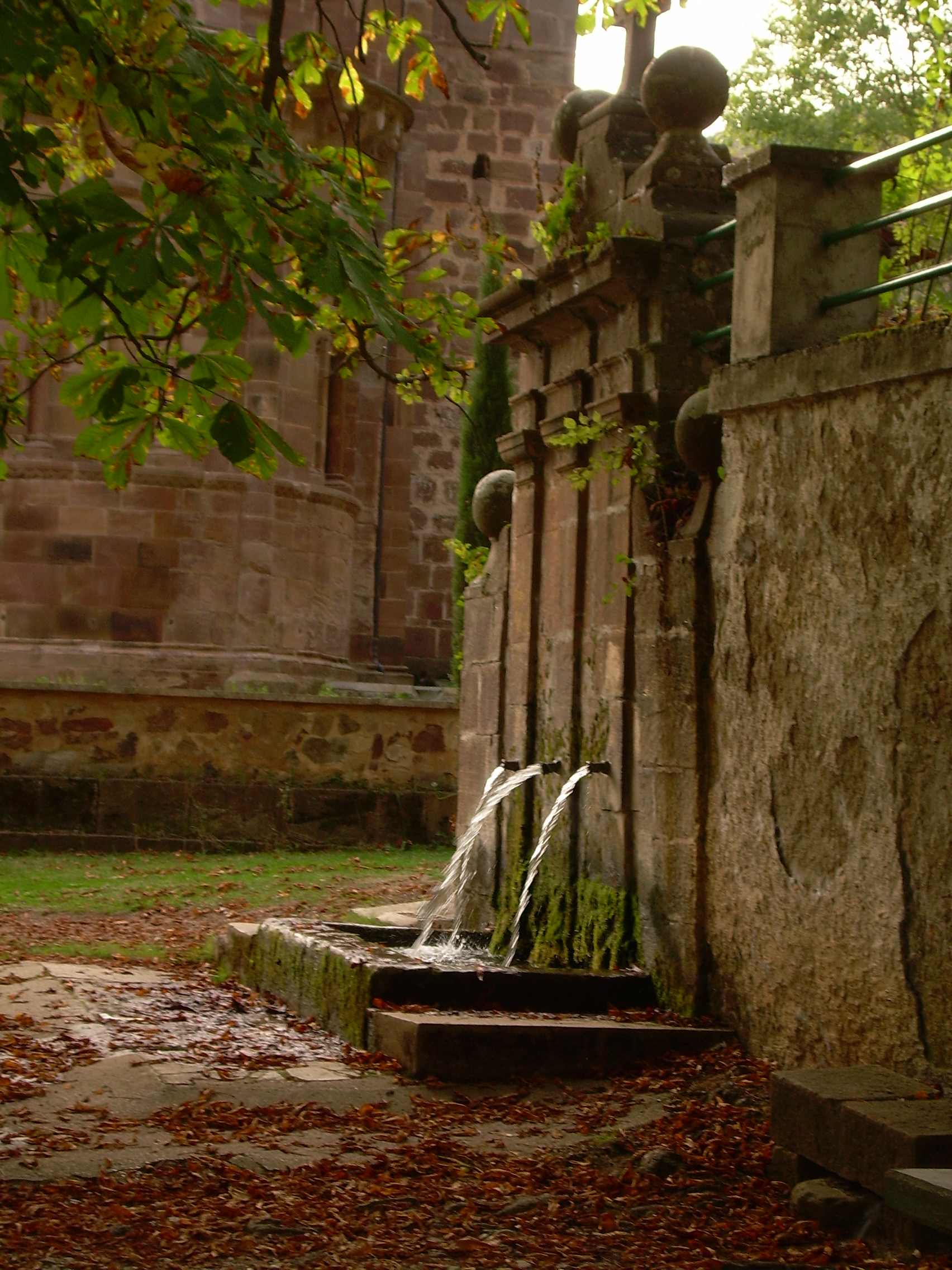
Fuente de Tresfuentes

Junto al ábside de la iglesia de Tresfuentes se encuentra la famosa fuente que da nombre a la misma.
En 1680 se llevaron a cabo las obras de acondicionamiento del manantial y se inicia la construcción de la fuente, tal y como la podemos contemplar hoy. De estilo herreriano, y diseñada sobre la base de una composición geométrica de corte clásico, está formada por un muro de sillería en el que se encuentran adosadas tres pilastras. La parte superior está rematada por una cruz. Completa la decoración cuatro esferas de piedra, típicas del famoso arquitecto español del Renacimiento Juan de Herrera. El agua de excelente calidad, brota al exterior a través de tres grandes caños y proviene del acuífero Pradoluengo-Anguiano, acuífero calizo que recorre parte de la sierra y el valle de la zona occidental de la región. El caudal medio de esta fuente es de 12 litros por segundo, y dicho caudal se mantiene inalterable a lo largo de todo el año. A partir de la segunda mitad del siglo XVII, y como consecuencia del protagonismo que adquiere esta fuente, la Virgen que alberga la iglesia, pasa de llamarse Virgen de Valgañón a Virgen de las Tresfuentes. Junto a la fuente, que sigue siendo un punto de referencia muy importante para Valgañón, hay una pradera con grandes castaños centenarios a la que acuden los habitantes de la localidad con motivo de diversas fiestas y conmemoraciones.
- "La Casa Grande"

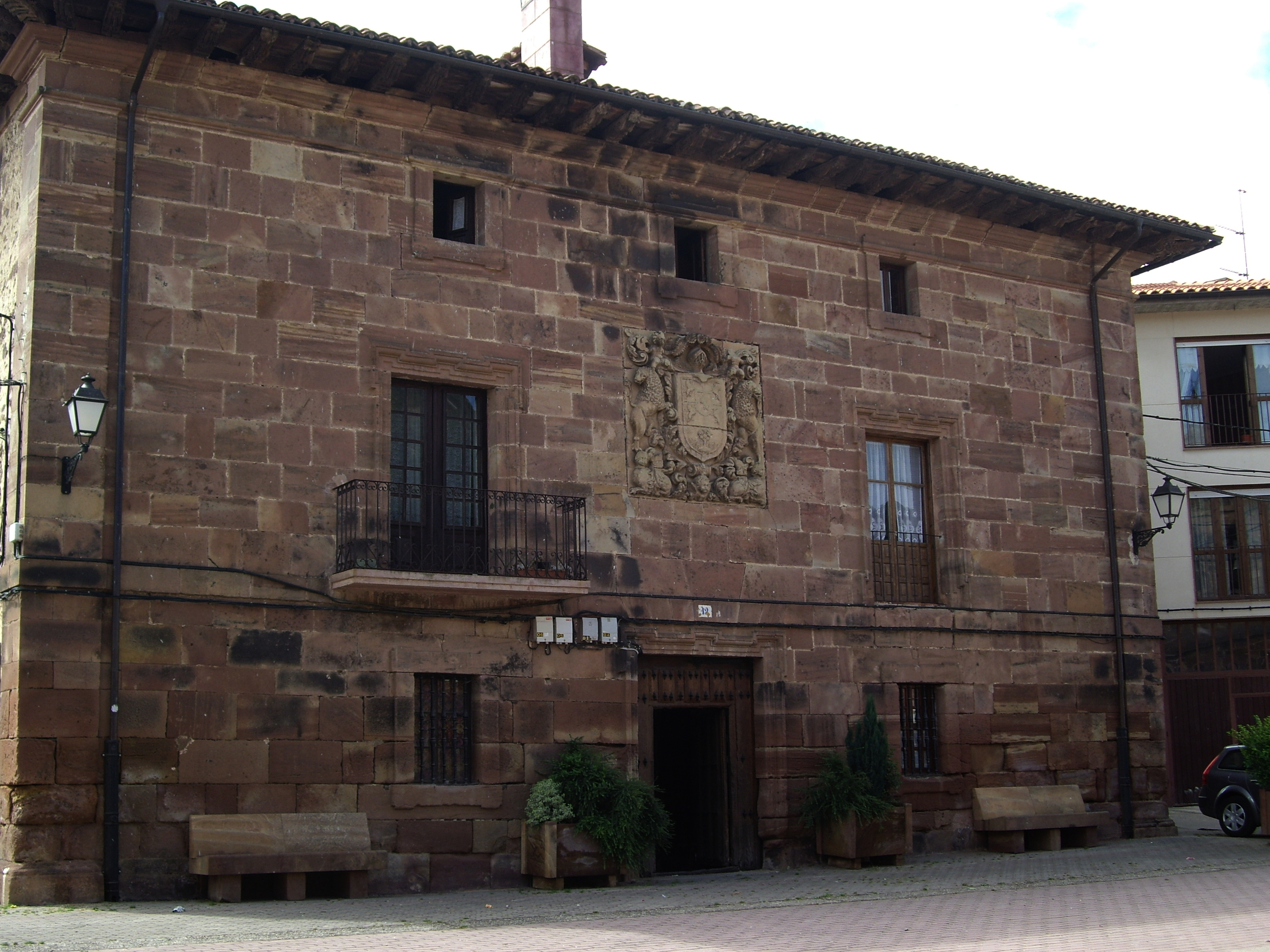
La Casa Grande.

Edificio solariego blasonado, con fachada de piedra sillería muy bien conservado. Está situado en la plaza frente a la iglesia de San Andrés. Perteneció a la familia Gonzalo del Río. En la actualidad es propiedad de varios particulares, pero en el pasado llegó a albergar en sus bajos y en diferentes épocas, un teatro, una tienda e incluso cuadras para el ganado.

### Parajes naturales

#### Flora y fauna
En el término municipal de Valgañón se encuentran hayedos, robledales y pinares así como zonas bien pobladas de quejidos y aulagas. Cerca de la laguna de la dehesa encontramos el mayor acebal de La Rioja y uno de los más importantes de Europa. Ocupa este unas diez hectáreas de extensión, con ejemplares que superan los diez metros de altura. Ciervos, corzos, jabalíes y paso de palomas.

## Fiestas locales, tradiciones y curiosidades
- El 15 de mayo, festividad de San Isidro Labrador se acude en romería al Santuario de Nª Sra. de Tresfuentes y posteriormente a la dehesa para la celebración de una comida popular. En esta fecha las reses son soltadas en la dehesa para que pasten hasta el comienzo del invierno. En el pastizal de Anguta se celebra la llamada "lucha de toros", en las que era común ver a los pastores realizar apuestas. Al toro más fuerte se le otorga el honorífico cargo de "padre de la vacada".

- El 13 de junio, festividad de San Antonio de Padua, pudiendo ser, si no cae ese día en sábado o domingo, el segundo fin de semana del mes. Hasta el año 1972 siempre se celebró el día 13 de junio, aunque cayese ese día entre semana. El Santo es trasladado a la iglesia de San Andrés unos días antes de su fiesta para la celebración de una Novena. Después, el día de la fiesta, es trasladado de nuevo en procesión hasta la iglesia de Tresfuentes. Contó esta fiesta en el siglo XX con gran afluencia de romeros, hasta el punto que la compañía de ferrocarriles de Haro a Ezcaray fletaba servicios especiales de trenes para cubrir las necesidades de "los innumerables devotos que acuden en romería": En tiempos pasados era costumbre que las mozas con deseos de encontrar novio dieran siete vueltas alrededor de la iglesia. También causaba gran expectación el juego del "botito", a pesar de estar prohibido.

- El 16 de agosto, San Roque, se realiza una romería al lugar donde se ubicaba la ermita que había en su honor, celebrándose una misa y una comida popular, tradición que se recuperó en 2002 tras años de olvido.

- Fiesta de Acción de Gracias, se celebra en la actualidad el penúltimo fin de semana de agosto, siendo en la actualidad las más populares del año. Hasta el año 1972 se celebraban los días 14, 15 y 16 de septiembre, pero por decisión popular a propuesta del ayuntamiento, al igual que ocurriese con las fiestas de San Antonio, se decidió trasladar la celebración de las fiestas a las fechas actuales. Es en estas fiestas cuando se celebra "La Patatada" una cena popular en la plaza del pueblo, organizada por la Asociación Cultural "Virgen de Tresfuentes", en la cual se llegan a repartir hasta 1500 raciones de patatas a la riojana, café y copa, todo ello elaborado desinteresadamente por los vecinos del pueblo.

- El 30 de noviembre, San Andrés Apóstol, tiene lugar un festejo en honor al Santo, con la celebración de una misa y una cena popular.

- "El Escabeche". Desde muy antiguo la víspera del Corpus Christi la "Junta de Ganaderos" invitaba a cenar escabeche. En la actualidad es la "Asociación Cultural Virgen de Tresfuentes" la encargada de realiza la cena popular en el "salón de la televisión", donde se sirve escabeche, vino café y copa.

- "El Rebollo". Es costumbre que a los recién casados, a la vuelta del viaje de novios, vayan los mozos del pueblo hasta la puerta de su casa a cantar a los novios hasta que estos salen a convidar a los mozos.

- "La Cencerrada". Era costumbre que cuando se casaba algún vecino en segundas nupcias, los jóvenes del pueblo, mientras los novios contraían matrimonio en la iglesia, cerraban las entradas a la plaza y al salir los novios hacían sonar sus cencerros.

- "La Vereda". Como bien dice el diciconario de la RAE: "Prestación personal" o "Cosa o servicio exigido por una autoridad o convenido en un pacto". Dicha vereda viene realizándose desde el 20 de julio de 1804, fecha en la que el alcalde don Ignacio Crespo, propone que hay que reunirse los vecinos una vez al año para la limpieza de los ríos y caminos del pueblo. Posteriormente los voluntarios son convidados por el Ayuntamiento a una cena de bacalao.

- "Las Chapas". Todos los domingos de Resurrección por la tarde se juega a este juego de azar en las inmediaciones de la iglesia de Tresfuentes. A su vez se reparten porrones de zurracapote por cortesía del Ayuntamiento. El juego consiste básicamente en apostar dinero a la posibilidad que salgan caras o cruces del resultado de tirar dos monedas al aire. Las monedas con las que se juega son dos monedas de bronce ("perra gorda"). En un corro una persona se encarga de lanzar las monedas. Hace de banca, cuida del orden y hace pago de las apuestas. Las monedas se colocan cruz contra cruz y se lanzan lo más vertical posible. Si sale una cara y una cruz se repite la tirada hasta que salgan dos caras o dos cruces. El que tira siempre juega a caras y juega contra el resto de los apostantes del corro. El dinero apostado se deposita en el suelo, en el centro del corro. Una vez salgan cruces la banca pasa al siguiente del corro que lo desee. También se permiten las apuestas "por fuera", es decir, entre dos personas que no están en el corro. La tradición de jugar a este juego se supone que viene de que los soldados romanos se jugaron la túnica de Jesucristo a cara o cruz. Aunque el juego estuvo prohibido durante la dictadura del general Franco se hacía la "vista gorda" si se jugaba en Semana Santa.

- "La Elección de los Toros". El día de la Virgen de Agosto, la plaza de Valgañón adquiría todos los años una inusitada actividad ganadera a la salida de misa, que entonces se celebraba a las diez y media de la mañana. Las vacas con los mejores terneros del pueblo empezaban a llegar a la plaza por todas las calles. Allí iba a tener lugar una ceremonia muy original, la elección de los toros que tres años más tarde debían luchar en la dehesa el día de San Isidro. Cuando vacas y chotos se encontraban ya en la plaza, la "Junta de Ganaderos", compuesta por el alcalde de Campo, tres vocales y el alguacil, tras examinar a los terneros, terminaban por elegir los dos mejores. Durante estos tres años, los terneros elegidos debían crecer y mantenerse sanos y fuertes, pues estaban destinados a ser padres de toda una generación de chotos del pueblo puesto que si no había ningún incidente estos dos terneros elegidos, deberían luchar el día de San Isidro en la dehesa y el más fuerte, sería el semental de la vacada. Después de un año en la dehesa, cumpliendo la función de sementales, los dueños de cada toro recibían una cantidad estipulada de dinero. Esta tradición ya se ha perdido.

- "San Juan, San Pedro y Santiago". Esos días todos los niños del pueblo se juntaban en cuadrillas después de comer y preparaban las meriendas. Cada uno llevaba su merienda y se escotaba también algo de dinero. Cada cuadrilla preparaba una cesta con la merienda y se marchaba del pueblo hacia San Roque, la Pasada Iguareña, la Fuente del Maestro o la Fuente las Señoritas. Pero no era la merienda lo más importante de esta tradición veraniega de Valgañón. Una vez el grupo de niños había terminado de merendar, se adornaban las cestas lo mejor posible y se preparaba la "enramada". Esta consistía en un arco formado por dos ramas generalmente de salce, atadas en las puntas que quedaban totalmente cubiertas por ramas y flores del campo y que se llevaban entre dos. Pronto comenzaban a oírse las voces de las distintas cuadrillas de niños que regresaban al pueblo por Chalarrea o por el Campo. Las calles del pueblo se llenaban de voces infantiles entonando las típicas canciones de la “Sanjuanada”. Cuando llegaban a la plaza mostrando su enramada se "echaba el bomba va" y todos los niños en corro alrededor de la cesta de la merienda cubierta de flores giraban, mientras uno en el centro con la bota llena de gaseosa o naranjada o con una botella, daba vueltas alrededor de la cesta y todos cantaban: "Alegres son los de mi compañía, alegres son los de mi batallón, hasta que no dispare, ninguno beberá". A continuación se paraban y mirando hacia el centro cantaban y daban palmas mientras el del centro bebía. "Que beba, que beba, que beba Santiago, que se eche, que se eche, que se eche buen trago,  que vuelva, que vuelva, que vuelva a beber, que sabe, que sabe, que sabe a la pez". Al terminar, entregaba la bota a otro y el ocupaba su sitio en el corro, comenzando de nuevo a dar vueltas y a cantar hasta que todos habían pasado por el centro. La plaza era un bullicio donde todos los niños y niñas del pueblo no dejaban de bailar y cantar. Esta tradición también se ha perdido.

- "El Huevo". Uno de los primeros días de marzo de cada año, todos los ganaderos del pueblo subían “a cerrar la dehesa”. Se arreglaban los trozos de pared que se habían caído, se ponían palancas nuevas y se limpiaba la dehesa. A partir de entonces, ningún animal podía ya entrar en la dehesa hasta el día de San Isidro. Más tarde, por San Jorge, todos los hombres volvían a subir y arrancando los cardos, dejaban la dehesa lista para recibir a las vacas el día 15 de mayo. Era en esos primeros días de marzo, cuando se subía a la dehesa para cerrarla, cuando los niños también participaban llevándose la mejor parte. Por la tarde, al salir de la escuela, todos los chiquillos del pueblo corrían al terraplén “a esperar el huevo”. En el terraplén o en la cuesta, los niños se encontraban con los hombres que bajaban de la dehesa y les repartían huevos cocidos, de los que las madres les habían provisto antes de marchar por la mañana. Si algún niño no tenía a su padre en la dehesa aquel día, no faltaba un tío, pariente, vecino o amigo que se lo diera. Ningún niño se quedaba sin el huevo. Entonces los hombres contaban a los muchachos que aquellos huevos los habían puesto las gallinas de Anguta por los matorrales de la dehesa y el sol los había cocido. Las risas y los gritos de los niños se oían de lejos y, todos contentos, hombres y chiquillos bajaban al pueblo. Estas dos tradiciones, tanto la de cerrar la dehesa, como la de esperar el huevo ya se han perdido.

- "San Antón". Esta tradición, también ya perdida, se celebraba el 17 de enero. Los propietarios de yeguas preñadas, subían desde el pueblo a la iglesia de Tresfuentes con los animales con el fin de pedirle a la Virgen la protección para las yeguas que poco después habrían de parir. Se daban siete vueltas a la iglesia y en cada vuelta de rezaba un Padre Nuestro. Al final se rezaba una Salve a la Virgen en la puerta de la iglesia.

- El juego de la "UTA". A la “uta” se jugaba en el pórtico de la iglesia, poniendo cada jugador un número igual de monedas sobre un cilindro, más o menos trabajado, hecho de madera, que en ocasiones se sustituía por un cartucho u otro objeto similar y tirando los jugadores con antiguas monedas de cobre a las que se llamaba “tiraderas”. Se jugaba por parejas y cada jugador, tras lanzar las dos tiraderas, retiraba una y dejaba la que había quedado más cerca de la uta. Seguía el juego hasta que alguien al tirar la retiraba. Una serie de normas controlaban el juego y se empleaban unas palabras raras como "cuatrus", "quemas", "utir", "desutir", etc.

- "El Corro". El "corro" era un juego de niños. Los "billetes" con los que se jugaba eran rectángulos de cartón que procedían, o bien de la parte superior recortada de las cajas de cerillas, que valían por uno, o de los billetes que se sacaban en aquellos tiempos para viajar en tren, de cartón duro y medidas aproximadas de 3 o 4 centímetros de ancho por 6 o 7 de largo. Cada uno de estos valía por dos de los de cerillas. Posteriormente salieron unas cajas de cerillas nuevas, un poco más grandes y con unos dibujos mucho más bonitos y brillantes, a estos se les dio un valor de 5 unidades. Se jugaba en los extremos del pórtico de la iglesia, en las losas del suelo que tienen un agujero redondeado en el centro de varios centímetros de profundidad. El juego consistía en que cada jugador ponía en el "corro" el mismo número de billetes y con piedras planas y redondas, encontrarlas o hechas por los niños, se llamaban “pitas”, trataban de sacar del "corro" el mayor número posible de billetes tirando por turno. Primero tiraban todos desde una raya del suelo y después desde el lugar en que quedaba la pita de cada uno. Además de sacar billetes del corro, si uno pegaba con su pita a la de otro éste quedaba eliminado y si solo jugaban dos, el otro se llevaba lo que quedaba en el corro.

En el valle que se encuentra Valgañón es sabido que se utilizó el vascuence por sus moradores, hasta tal punto que a mediados del siglo XIII, Fernando III de Castilla, otorgó un fuero en el que se autorizaba a sus pobladores para deponer en esa lengua en todos los procesos que incoaban sus Merinos, recogido hacia el año 1239 en la conocida como Fazaña de Ojacastro: “Esto es por fazanya que el Alcalde de Oia-Castro si le demandase ome de fuera de la Villa o de la Villa que el recudiese en Bascuence.”. Como reminiscencia han quedado algunas palabras y apodos usados en la actualidad, algunas de origen vasco y otras que no figuran en el diccionario de la RAE, así como numerosa toponimia tanto mayor como menor. Estos localismos y riojanismos son entre otros:
- ABENDAR: Limpiar el grano al aire. Lanzar con la pala.
- ÁBREGO: Viento cálido del sur.
- ABOCINAR: Caer de bruces contra el suelo.
- ACERARSE: Endurecerse las patatas al día siguiente de ser cocidas.
- AFRIZ: Fruto del haya.
- AGUADA: Rocío.
- AGUARRADA: Lluvia abundante y de corta duración.
- ALAMPAR: Quemar la boca con comida muy caliente o muy picante.
- AMOCHAR: Embestir un animal con los cuernos o la cabeza.
- ANABIA: Arándano.
- AÑUSGAR: Atragantar.
- ASADURAS: Pulmones.
- ASADURILLAS: Plato compuesto por vísceras de cordero. (Pulmón, corazón e hígado).
- ATURRAR: Escocer
- AUNECER: Cundir, dar de si. Aumentar de volumen. Rendir mucho un trabajo.
- BALDRAGAS: Zafio.
- BARDUSCA. Vara fina generalmente de avellano para arrear al ganado o infringir castigo.
- BERCOLAR: Lugar donde abunda el brezo.
- BEROZO: Brezo.
- BOCHES: "Asaduras".
- BOCHINCHA: Vejiga del cerdo para embutir carne.
- BOQUERA: Hueco para meter algo, por lo general hecho en una pared.
- BORREGUIL: Lugar donde pastan los corderos.
- BRAVÁN: Arado.
- BUFA: Ventosidad.
- BUFAR: Salir o huir corriendo.
- BUESQUE: Orden de mando que se da a los animales cuando están en marcha para que giren a la izquierda.
- BUREO: Jaleo, muchedumbre.
- CACHUMBO: Garrote.
- CALCE: Cuña que se coloca en el suelo para inmovilizar un carro o estabilizar un mueble.
- CANDAJA: Recipiente metálico para transportar la leche.
- CANILLA: Grifo.
- CANSO: Pesado, cansado.
- CASCO: Parte o porción de una cosa.
- CENACO: Dícese del que va sucio. Lodo.
- CAPARRA: Persona molesta.
- CAPARRÓN: Alubia roja.
- CENUTRIO: Zoquete, estúpido.
- CILLISCA: Nieve muy fina que arrastra el viento.
- COCINO: Comedero de los cerdos.
- COCÓN: Envoltura coriácea de la nuez.
- CORTE: Lugar de la cuadra para guardar los cerdos.
- CHAMUNDEJA: Lagartija.
- CHAPARRO: Persona de baja estatura. Haya pequeña.
- CHARRAMPLÍN: Aprendiz de albañil.
- CHICHORRA: Parte carnosa que queda al derretir la manteca del cerdo.
- CHIGUITO: Niño.
- CHOCA: Raíz de brezo utilizada para hacer carbón.
- CHUZO: Hielo que cuelga de los tejados.
- CHUMA: Copa del árbol.
- CHUMARRO: Lomo de cerdo asado con brasas.
- DALLE: Guadaña.
- DESCOCOTAR: Golpearse con la cabeza en el suelo al caerse.
- EMBARADO: Entripado, empachado.
- ENCANECER: Enmohecerse el pan o los alimentos por efecto de la humedad.
- ENTECAR: Dar demasiado cariño.
- ESCALAMBRUJO: Fruto comestible del rosal silvestre.
- ESCOBAS: Mata eriácea con la que se fabrican artesanalmente escobas para barrer.
- ESCULLAR: Echar de un recipiente a otro.
- EZCARRO: Arce.
- GAMELLÓN: Recipiente de madera donde se echa el picadillo antes de hacer los chorizos.
- GARRULLA o GAZUZA: Hambre.
- GURRIATO: Persona de poca importancia.
- GUSAPO: Gusano dentro de una fruta.
- JAVETA: Loncha de jamón o panceta.
- LECHIGADA: Conjunto de crías nacidad en un solo parto de una cerda.
- LIMACO: Babosa. (Gasterópodo sin concha).
- MACHORRA: Mujer estéril, hombruna o despectivamente lesbiana.
- MARIMANGORRA: Babosa. (Gasterópodo sin concha).
- MOCHA: Desorejada o sin cuernos. Cabeza.
- MOSTAGÁN: Persona despreocupada. Perezoso. Mal trabajador.
- NAVEGAR: Darse prisa. Acelerar la marcha o el trabajo.
- PECU: Cuco (referido al ave).
- PELLA: Coliflor.
- PINCHO: Elegante.
- REBOLLO: Propina que se da a los mozos el día de la boda.
- REMOSTAR: Aplastar.
- TABORMA: Ave rapiña.
- TARDÍO: Otoño.
- TASTABÁN: Revoltoso.
- TUFARRADA: Olor desagradable. Provocar mucho humo.
- UNTE: Salsa para untar.
- UÑAZCO: Dolor de las uñas a causa del frío.
- ZANCOCHO: Desorden.
- ZAHORRA: Piedra terciada que se usa en las obras como relleno.

El desconocimiento de su existencia es absoluto, incluso en la propia sociedad riojana, en la que se considera una forma inculta de hablar propiamente rural. Si esto no cambia está condenado a desaparecer completamente en pocos años.

### Valgañón y el soldado deNapoleón[18]
Cuenta la historia que en la mañana del 28 de septiembre de 1809, apareció un soldado en el término de Chalarrea, y según descripción de los testigos, "bastante estropeado y aún herido sin poder articular expresión alguna". Ante el hallazgo, y lejos de proceder a rematarlo, el alcalde ordenó que se le trasladase en silla de manos a una "cama esmerada", situada en el hospital de la villa. Con su actitud el alcalde, eximía a la comunidad de un posible delito, procurando "el cuidado que exige la humanidad y deberes de alcalde". Según el escribano, el hombre "fue encontrado vestido al estilo de Francia y sus militares, tirado en el suelo sin gorra, sombrero ni arma alguna".
Ese mismo día fue examinado por el médico Félix Fernández Salomón y el cirujano Ángel Guerrero. Estos aseguraron que "se hallaba con calentura y con dos heridas de arma punzante, pero nunca de suyo peligrosas". El soldado explicó, con su mal castellano, que vivía hace seis días "abandonado al hambre, intemperie e incomodidad". Los médicos dictaminaron que para su alivio se debía cuidar y alimentar con esmero al enfermo, instrucciones que fueron atendidas escrupulosamente.
Al día siguiente, el escribano transcribió fonéticamente el nombre del soldado, quien dijo lamarse "Mihi Adavite, que declaró contar con 40 años y ser de nación alemán, provincia de Hungría". Al preguntarle su procedencia el soldado dijo haber desertado del 45 Regimiento, 4.ª Compañía del ejército francés en el camino de Vitoria a Burgos con otros tres soldados. Tras abandonar las filas de Napoleón fueron sorprendidos por guerrileros españoles a caballo, quienes los desarmaron.
A dos leguas de Valgañón a los compañeros de "Mihi Adavite" les dieron muerte a bayonetazos. El, tras hacerse el muerto, deambuló por el monte hasta que "los buenos vecinos de este pueblo, por mando del alcalde, le han conducido al sitio que se halla bien cuidado".
Un mes más tarde de su traslado al hospital de Valgañón fue visitado por los médicos de Valgañón y Ezcaray, quienes al supervisarlo vieron que su estado había agravado, "por ser herida que penetraba en el vientre, que según los diagnósticos de los materiales que excreta y expulsa, por su fetulez y olor escrementicio, se produce la ofensa de alguno de los intestinos". Los médicos determinaron que la situación era "peligrosísima", y recomendaron mayores cuidados y remedios.
En la mañana del 18 de diciembre de 1809, llegan a Valgañón doscientos hombres armados de la División de Juan Díaz Porlier, el "Marquesito", "sacándole de la cama de la que irremisiblemente estaba condenado, le constituyeron en un caballo conduciéndole por detrás de la casa hospital con ánimo deliberado de quitarle la vida". La actitud de los vecinos de Valgañón, a pesar de su inferioridad, fue la del enfrentamiento ante una actitutud que consideraron injusta. Consiguieron devolver al enfermo a la cama durante la tarde, sin embargo, pasadas unas horas, "habiendo concurrido mayor y fuerte fuerza, le sacaron por segunda vez conduciéndole a Pradilla, distante de una legua, en cuyo pueblo estaba la División de dicho Comandante en número de 2.500 hombres armados".
A partir de aquí los vecinos de Valgañón ignoran el destino dado al enfermo, aunque no es difícil imaginar lo que sucedió. Quizás, como medida de precaución ante las represalias de las autoridades francesas, los vecinos de Valgañón quisieron que todos los sucesos constasen por escrito, recordando, "el hecho de la violenta expulsión del paciente".